# Liste der Naturdenkmale in Falkenstein (Pfalz)
Die Liste der Naturdenkmale in Falkenstein nennt die im Gemeindegebiet von Falkenstein ausgewiesenen Naturdenkmale (Stand 28. März 2024).

## Ehemalige Naturdenkmale
| Nr. | Bezeichnung       | Lage                                          | Beschreibung                                                                                                  | Bild                                    |
| --- | ----------------- | --------------------------------------------- | --- | --------------------------------------- |
|     | Falkensteiner Tal | südwestlich des Ortes, oberhalb der K 37 Lage | Felswände aus Porphyr-Konglomeraten, etwa 600 m lang; flächenhaftes Naturdenkmal; Rechtsverordnung aufgehoben | Direkt Bild zu diesem Denkmal hochladen |